# Digipak

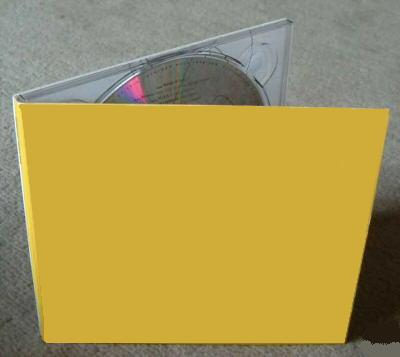
Digipack

Digipak (někdy též digipack, digi-pack nebo digi-pak) je obal na CD nebo DVD patentovaný americkou firmou MeadWestvaco, Inc. Obal připomíná knížku, vnější obal bývá z tvrdého kartonu, disk je usazen ve většinou průhledné plastové části, která je ve vnitřní části obalu. Je méně odolný a choulostivější na znečištění a fyzické poškození než klasický obal na CD (tzv. jewel case). Kromě standardního existuje ještě digiplus, ve kterém je navíc ještě jedna část, do které je možno umístit další textový nebo obrazový materiál. Jednodušší verzí je minipack, který nemá plastovou část a disk je umístěn v papírové kapse obalu.